# Steatoda iheringi
Steatoda iheringi är en spindelart som först beskrevs av Eugen von Keyserling 1886.  Steatoda iheringi ingår i släktet vaxspindlar, och familjen klotspindlar. Inga underarter finns listade i Catalogue of Life.